# NGC 295
NGC 295 é uma galáxia espiral barrada na direção da constelação de Pisces. O objeto foi descoberto pelo astrônomo Ralph Copeland em 1872, usando um telescópio refletor com abertura de 72 polegadas. Devido a sua moderada magnitude aparente (+12,8), é visível apenas com telescópios amadores ou com equipamentos superiores.